# Badminton-Juniorenweltmeisterschaft 2004/Mannschaft
Die Badminton-Juniorenweltmeisterschaft 2004 fand vom 21. bis zum 30. Oktober in Richmond, Kanada, statt. Folgend die Ergebnisse im Teamwettbewerb. 20 Länder nahmen daran teil.

## Endstand
1. Volksrepublik China
2. Südkorea
3. Indonesien
4. Chinesisch Taipeh
5. Malaysia
6. England
7. Dänemark
8. Deutschland
9. Hongkong
10. Russland
11. Indien
12. Slowenien
13. Schweden
14. Japan
15. Singapur
16. Peru
17. Niederlande
18. Kanada
19. Tschechien
20. Vereinigte Staaten